# The Main Event
The Main Event (bra: Negócios com Mulher Nunca Mais ou Meu Lutador Favorito; prt: Treinador de Saias) é um filme de comédia romântica esportiva, americano, de 1979, estrelado por Barbra Streisand e Ryan O'Neal, escrito por Gail Parent, dirigido por Howard Zieff, produção executiva de Renée Missel e Howard Rosenman, e produção de Streisand e Jon Peters.
Recebeu avaliações negativas da crítica especializada, mas ficou entre os 20 filmes de maior bilheteria no ano de seu lançamento.
Foi também o impulso para a primeira incursão de Streisand na discoteca cantando a música tema, indicada ao Globo de Ouro, escrita por Paul Jabara e Bruce Roberts. A trilha sonora, intitulada The Main Event: Music from the Original Motion Picture Soundtrack, ganhou um disco de ouro nos Estados Unidos.

## Sinopse
A magnata do perfume Hillary Kramer (Streisand) perde sua empresa e fica financeiramente arruinada quando seu contador rouba dela e foge para outro país. Após pagar todas as suas dívidas, descobre que entre suas poucas posses restantes está um contrato de gestão com um boxeador decadente (que ela utilizava para descontar no imposto de renda), chamado Eddie "Kid Natural" Scanlon (Ryan O'Neal), que agora é um instrutor de condução. Ela decide forçá-lo a retornar ao ringue para recuperar suas perdas. Eddie acha que isso só vai matá-lo, então ele resiste, mas cede. À medida que o retorno não convencional de Eddie progride, ele se vê envolvido em conflito e romance com sua improvável empresária.

## Produção
O filme foi originalmente oferecido a Ryan O'Neal quando Goldie Hawn iria estrelar, após a recusa, os produtores propuseram a Diana Ross para protagonizá-lo, mas O'Neal recusou. O ator recebeu 1 milhão de dólares por seu trabalho no filme.
Tornou-se o segundo de Streisand a ser produzido por seu então namorado, Jon Peters, além de protagonista ela é coprodutora.

## Recepção

### Bilheteria
Obteve êxito nos cinemas. Estreou com $ 6,6 milhões arrecadados de 853 cinemas em três dias. E finalizou com cerca de US$ 42,8 milhões, contra um orçamento de US$ 8 milhões. Foi a 16ª maior bilheteria do ano de 1979.

### Crítica
A recepção da crítica especializada foi, em maioria, desfavorável. No site agregador de críticas Rotten Tomatoes, 40% das avaliações de 10 críticos são positivas.
Roger Ebert o avaliou com duas estrelas de quatro, e o chamou de "um meet cute do começo ao fim, sorrisos forçados, diálogo bajulador e tudo mais. Barbra Streisand e Ryan O'Neal agem tão fofos, de fato, que eu estava me contorcendo".
Vincent Canby, do jornal The New York Times, escreveu: "Esse tipo de situação só pode ser engraçada se estiver fora do personagem, e está fora do personagem do Sr. O'Neal. A executiva de cosméticos insistente, no entanto, parece ser um extensão do papel desempenhado na vida real por Miss Streisand, que co-produziu o filme, protagoniza e parece ter ordenado cada close-up e leitura de linha. Miss Streisand tornou-se uma contradição: ela é demais sem ser suficiente".
Dale Pollock, da revista Variety o chamou de "um filme cuja soma é muito menor do que suas partes", acrescentando: "Deixando de lado todos os aspectos ridículos de 'Main Event' (o guarda-roupa glamouroso de Streisand com um orçamento de níquel e centavo, o completo desrespeito pelas regras e tradição do boxe, e o final altamente improvável), a maior decepção é a de Streisand com contentamento aparente para ficar com um personagem que ela agora esgotou na tela".
Gene Siskel do jornal Chicago Tribune avaliou com três estrelas e meia de quatro e escreveu que Streisand "se afasta com este filme, e o transforma em uma lição de atuação de comédia romântica. Ela está tão deliciosa aqui como sempre foi, como em Funny Girl e um favorito pessoal, On a Clear Day You Can See Forever.
Charles Champlin do Los Angeles Times escreveu sobre Streisand, " É seu primeiro filme desde Nasce Uma Estrela e é todo dela. Cada entrada, saída, composição e gracejo a favorecem, um pouco para ocultar uma atuação suave e insinuante de O'Neal, que realmente se tornou um ator de comédia leve divertido e jovial em uma tradição não muito honrada em 'The Main Event'".
Gary Arnold, do The Washington Post, escreveu: "Esta premissa parece notavelmente desagradável no papel e não melhora no jogo. Novas comédias românticas parecem estar degenerando no momento, e 'The Main Event' não é nada para elogiar".
David Ansen da revista Newsweek escreveu: "O palco está montado para uma comédia romântica de arrasar, uma espécie de papel invertido 'Pat e Mike.' O que se desenvolve, no entanto, é apenas um pouco divertido - e às vezes francamente irritante".

## Prêmios e indicações
| Ano  | Prêmio                  | Categoria                        | Trabalho                                               | Resultado |
| ---- | ----------------------- | -------------------------------- | ------------------------------------------------------ | --------- |
| 1979 | Prêmios Globo de Ouro   | Melhor Canção Original           | "The Main Event/Fight", de Paul Jabara e Bruce Roberts | Indicado  |
| 1979 | Prémios People's Choice | Tema/Música Favorita de um Filme | "The Main Event/Fight", de Paul Jabara e Bruce Roberts | Venceu    |